# Omar Faye
Omar Faye (ur. 13 października 1998) – senegalski zapaśnik walczący w stylu wolnym. Brązowy medalista igrzysk afrykańskich w 2023; siódmy w 2019. Wicemistrz igrzysk frankofońskich w 2023. Brązowy medalista mistrzostw Afryki w 2022 i 2025; czwarty w 2019; piąty w 2018 roku.